# Omarska
Omarska (en cirílico: Омарска) es una localidad de la municipalidad de Prijedor, Republika Srpska, Bosnia y Herzegovina.
Incluye administrativamente a las aldeas de Donje Omarska; Srednja Omarska; Donja Lamovita; Srednja Lamovita y Niševići.

## Campo de Concentración de Omarska
La localidad albergó un campo de concentración en la mina de Omarska, el cual era lugar de detención y tortura de bosniacos y croatas de la municipalidad de Prijedor en el año de 1992 durante la Guerra de Bosnia.

## Población
| Composición de la Población - Localidad de Omarska | Composición de la Población - Localidad de Omarska | Composición de la Población - Localidad de Omarska | Composición de la Población - Localidad de Omarska | Composición de la Población - Localidad de Omarska | Composición de la Población - Localidad de Omarska |
| -------------------------------------------------- | -------------------------------------------------- | -------------------------------------------------- | -------------------------------------------------- | -------------------------------------------------- | -------------------------------------------------- |
|                                                    | 2013                                               | 1991                                               | 1981                                               | 1971                                               | 1961                                               |
| Total                                              | 3.081                                              | 3.436 (100%)                                       | 3.280 (100%)                                       | 2.704 (100%)                                       | 2.373 (100%)                                       |
| Varones                                            | 1537                                               | -                                                  | -                                                  | -                                                  | -                                                  |
| Mujeres                                            | 1534                                               | -                                                  | -                                                  | -                                                  | -                                                  |
| Bosniacos                                          | 4                                                  | 23 (0.669%)                                        | 12 (0.366%)                                        | 10 (0.370%)                                        | 1 (0%)                                             |
| Serbios                                            | 3.040                                              | 3.273 (95.26%)                                     | 2.991 (91.19%)                                     | 2.630 (97.26%)                                     | 2.346 (98.86%)                                     |
| Croatas                                            | 15                                                 | 19 (0.553%)                                        | 18 (0.549%)                                        | 15 (0.555%)                                        | 5 (0.211%)                                         |
| Bosnios                                            | -                                                  | -                                                  | -                                                  | -                                                  | -                                                  |
| Gitanos                                            | -                                                  | -                                                  | -                                                  | -                                                  | -                                                  |
| Musulmanes                                         | -                                                  | -                                                  | -                                                  | -                                                  | -                                                  |
| Albaneses                                          | -                                                  | -                                                  | 26 (0.793%)                                        | 21 (0.777%)                                        | 9 (0.379%)                                         |
| Yugoslavos                                         | 2                                                  | 79 (2,299%)                                        | 216 (6.585%)                                       | 18 (0.666%)                                        | -                                                  |
| Ukranianos                                         | 2                                                  | -                                                  | -                                                  | -                                                  | -                                                  |
| Montenegrinos                                      | 1                                                  | -                                                  | 3 (0.091%)                                         | 4 (0.148%)                                         | 6 (0.253%)                                         |
| Eslovenos                                          | -                                                  | -                                                  | 1 (0.030%)                                         | -                                                  | -                                                  |
| Ortodoxos                                          | -                                                  | -                                                  | -                                                  | -                                                  | -                                                  |
| Húngaros                                           | -                                                  | -                                                  | -                                                  | -                                                  | -                                                  |
| Pravoeslavos                                       | -                                                  | -                                                  | -                                                  | -                                                  | -                                                  |
| Macedonios                                         | -                                                  | -                                                  | -                                                  | -                                                  | -                                                  |
| Otros                                              | 12                                                 |                                                    |                                                    |                                                    |                                                    |
| Sin declarar                                       | 24                                                 | -                                                  | -                                                  | -                                                  | -                                                  |
| Desconocidos                                       | 1                                                  | -                                                  | -                                                  | -                                                  | -                                                  |